# Три клисури
Великият язовир на Яндзъ „Три клисури“ (на традиционен китайски: 長江三峽大壩, на опростен китайски: 长江三峡大坝, на пинин: Chángjiāng Sānxiá Dàbà) е язовир с водноелектрическа централа на река Яндзъ, в близост до град Сандоупин, провинция Хубей, Китайска народна република. Водноелектрическата централа на язовира Три клисури е най-голямата в света по инсталирана мощност (21 000 MW), но е втора след централата на Итайпу по произвежданото годишно електричество.
Основното тяло на язовирната стена на Три клисури е завършено през 2006 г. На 30 октомври 2008 г. и последната от 26-те турбини на повърхностната водноелектрическа централа е пусната в редовна експлоатация. След това са монтирани и шест подземни турбини, последните две от които трябва да бъдат въведени в експлоатация през май 2012 г. Всяка от турбините има инсталирана мощност от 700 MW. За собствените нужди на централата от електроенергия са монтирани две по-малки турбини с мощност по 50 MW. Така общата инсталирана мощност на водноелектрическата централа се планира да достигне 22 500 MW.
Освен производството на електричество, изграждането на язовира има за цел и увеличаването на възможностите за корабоплаване по река Яндзъ и ограничаването на риска от наводнения в долното течение на реката, образувайки буферен обем. Китайското правителство смята проекта за исторически инженерен, обществен и стопански успех и за важна крачка напред към ограничаване на емисиите на парникови газове. В същото време изграждането на язовира залива археологически и културни паметници, довежда до изселването на 1,3 милиона души и предизвиква значителни екологични промени, сред които и увеличен риск от свлачища, предизвиквайки противоречиви мнения в Китай и в чужбина.

## История
За пръв път идеята за изграждане на голям язовир на река Яндзъ е предложена от китайския политик Сун Ятсен през 1919 година. Той смята, че е възможно изграждането на водноелектрическа централа с мощност 30 милиона конски сили (22 GW) под областта на Трите клисури. През 1932 година правителството на Чан Кайши прави предварителни проучвания по проекта. След окупирането на областта от японците през 1939 година, те също организират проучвания и изготвят плана Отани, който трябва да бъде осъществен след края на войната.
През 1944 година районът на Трите клисури е изследван от американския инженер Джон Савидж, който изготвя предложение за изграждане на язовир. Подготвяйки началото на проекта, в Съединените щати са изпратени на обучение 54 китайски инженери. В първоначалния проект се предвижда напълно ново решение на проблема с корабоплаването – издигане и спускане на корабите с въжени кранове между шлюзове, разположени в горния и долния край на стената, като по-малки съдове могат да се придвижват и по няколко наведнъж. Не е сигурно дали това решение е прието с цел спестяване на вода или заради голямата денивелация. Подновени са предварителните технически и икономически проучвания, но през 1947 година правителството спира работата по проекта, поради ескалацията на Китайската гражданска война.
След победата на комунистите в Гражданската война през 1949 година новият държавен ръководител Мао Дзъдун се изказва в подкрепа на проекта, но първо започва работа по язовира Гъджоуба. След тежките наводнения по течението на Яндзъ през 1954 година самият Мао пише стихотворение, посветено на мечтата му за язовир на реката. През 1958 година, след кампанията „Нека разцъфнат сто цвята“, някои инженери, критикували проекта, са изпратени в затвора. След това страната навлиза в тежката икономическа криза, съпътстваща Големия скок напред и Културната революция, и няма финансовата възможност да реализира толкова мащабен проект.
С икономическата стабилизация през 80-те години идеята за язовира при Трите клисури отново излиза на преден план. През 1992 година китайският парламент взима решение за подновяването на проекта, а началото на строителството е поставено на 14 декември 1994 година. Планира се язовирната стена да бъде завършена през 2009 година, водноелектрическата централа – през 2012 година, а корабоподемниците – през 2014 година. В края на 2008 година надморската височина на водата в язовира достига 172,5 m, а през октомври 2010 година – максималното ниво от 175 m.

## Икономика
По предварителни оценки на китайското правителство стойността на язовира „Три клисури“ трябва да бъде около 180 милиарда юана (36 милиарда лева). Към края на 2008 година вложените средства достигат 148 милиарда юана, от които 65 милиарда юана за строителство, 68 милиарда юана за настаняване на изселените жители на залетите територии и 15 милиарда юана за финансови разходи. Според оценките строителството ще се изплати, когато водноелектрическата централа произведе 1000 TW.h електроенергия на стойност 250 милиарда юана. Правителството очаква пълно изплащане на вложението десет години след окончателното завършване на съоръжението.
Проектът за язовира се финансира от специално предназначен за целта държавен фонд, от печалбите от язовира Гъджоуба, от кредити от Китайската банка за развитие и от местни и чуждестранни търговски банки, от облигации, а след началото на работа на съоръженията и от собствени приходи. Специалният фонд за строителството е създаден през 1992 година и се попълва с част от данъците върху потреблението на електричество – 7% в провинциите, които ще се снабдяват от Три клисури, и 4% за останалите провинции (с изключение на Тибет, който е освободен от данъка).
Според първоначалните планове Водноелектрическата централа „Три клисури“ трябва да произвежда 10% от електроенергията в Китай, но по време на реализацията на проекта търсенето нараства по-бързо от планираното и напълно завършената централа би задоволявала едва 3% от консумацията към 2006 година.
До юли 2008 година електропреносните компании изкупуват електроенергията от електроцентралата на фиксирана цена от 250 юана (около 50 лева) за MW.h. След тази дата цената варира за различните провинции в рамките на 228,7 – 401,8 юана за MW.h, при което плащащите по-висока цена консуматори, като Шанхай, имат предимство при доставките.

## Язовирна стена
Изградена от бетон и стомана, язовирната стена има дължина 2335 m, като короната ѝ е с надморска височина 185 m. Височината на стената от основата до короната е 181 m. За изграждането на стената и допълнителните съоръжения са използвани 27,2 милиона кубични метра бетон, 463 хиляди тона стомана и са изместени 102,6 милиона кубични метра пръст.
При запълване на язовира до максимално ниво на водата, 175 m над морското равнище или 110 m над нивото на реката под стената, изкуственото езеро има дължина около 660 km и средна ширина 1,12 km, площта му е 1045 km², а водният обем – 39,3 km³. При изграждането си язовирът залива земи с обща площ от 632 km².

## Водноелектрическа централа

### Мощност и турбини
Производството на електроенергия във Водноелектрическата централа „Три клисури“ е под контрола на предприятието Чандзян диенли, мажоритарен дял в което има Джунгуо Чандзян Санся дзитуангунсъ, държавна компания, създадена специално за проекта. Съоръжението е най-голямата водноелектрическа централа в света с планирана мощност 22 500 MW. То трябва да включва 32 основни генератора с мощност по 700 MW и два спомагателни с мощност по 50 MW. Според плановете годишното производство на електроенергия от централата трябва да бъде над 100 TW.h.
Основните турбини на електроцентралата тежат по 6 хиляди тона и имат проектна мощност 700 MW. Проектният напор на турбините е 80,6 m, като водният поток варира между 600 и 950 m³/s в зависимост от напора – колкото по-голям е напорът, толкова по-малък поток е нужен за достигане на пълната мощност. Централата използва турбини на Френсис с диаметър около 10 m и скорост на въртене 75 оборота в минута. Номиналната им мощност е 778 MVA с максимално ниво от 840 MVA и фактор на мощността 0,9, а генерираното електричество е с напрежение 20 kV. Външният диаметър на статора на генераторите е около 21 m, а вътрешният – около 19 m. Статорите, най-големите от този вид, имат височина 3 m, а ефективността им е над 94%.
Турбините на електроцентралата са произведени от два отделни консорциума – единият включва Алстом, А Бе Бе Груп, Квернер и Харбин Мотор, а другият Фойт, Дженерал Илектрик, Сименс и Ориентал Мотор. Повечето турбини са с водно охлаждане, а една част с въздушно, което е по-просто за производство и поддръжка.

### Изграждане и монтаж
14 от 32-та основни генератора на електроцентралата са разположени в северната част на язовирната стена, 12 в нейния южен край, а 6 в подземни тунели под планинския масив южно от стената. Първи започва работа генератор №2 на северната страна – на 10 юли 2003 година. Последният от 14-те северни генератора е пуснат на 7 септември 2005 година, като пълна мощност е достигната на 18 октомври 2006 година, когато водата в язовира достига до кота +156 m.
12-те южни генератора започват работа между 11 юни 2007 година и 30 октомври 2008 година. С пускането на генератор №17 на 18 декември 2007 година централата достига инсталирана мощност от 14,1 GW, с което изпреварва водноелектрическата централа в Итайпу и става най-голямата в света по капацитет.
Пробите на последните 6 генератора, разположени в подземни тунели, започва през април 2011 година, като до края на годината първите четири вече функционират, а последните два трябва да заработят през май 2012 година, когато централата ще достигне пълната си проектна мощност.

### Производство на електричество
| Година | Инсталирани турбини | TW.h   |        |
| ------ | ------------------- | ------ | ------ |
| 2003   | 6                   | 8,607  |        |
| 2004   | 11                  | 39,155 |        |
| 2005   | 14                  | 49,090 |        |
| 2006   | 14                  | 49,250 |        |
| 2007   | 21                  | 61,600 |        |
| 2008   | 26                  | 80,812 | [ 33 ] |
| 2009   | 26                  | 79,470 | [ 34 ] |
| 2010   | 26                  | 84,370 | [ 20 ] |
| 2011   | 29                  | 78,290 | [ 35 ] |
| Total  | 29(32)              | 530,64 |        |

Макар водноелектрическата централа на „Три клисури“ да има най-голямата инсталирана мощност в света по годишно произвежданото количество електроенергия тя отстъпва на централата на Итайпу, поради неравномерния отток на река Яндзъ. През сухия сезон от ноември до май производството е силно ограничено от недостатъчния приток на вода. Инсталираната мощност съответства на средния отток през юли, месеца с най-голямо пълноводие, поради което през по-голямата част от годината мощностите не се натоварват.
През юни 2009 година при относително висок отток и включени всичките инсталирани към този момент 28 генератора централата достига реална мощност от 16 GW, но тя остава под максималната, поради относително ниския напор. За пръв път проектното водно ниво на язовира е достигнато на 26 октомври 2010 година, което дава възможност за експлоатация на генераторите при максимален напор. През 2010 година произведената електроенергия е 84 TW.h, но през следващата година производството намалява на 78 TW.h.

### Пренос на електричество
Водноелектрическата централа „Три клисури“ доставя електричество на девет провинции и два града на централно подчинение. Инфраструктурата за пренос на електроенергия е на стойност 34,387 милиарда юана, като изграждането ѝ е завършено през декември 2007 година.
Преносът на електроенергията от централата към консуматорите се извършва по няколко 500-киловолтови електропровода. Линии с променлив ток с общ капацитет 12 000 MW свързват електроцентралата с Централнокитайската мрежа, а по-отдалечените области се захранват с правотокови електропроводи – един към Гуандун и Южнокитайската мрежа с капацитет 3000 MW и три към Източнокитайската мрежа (към Шанхай и Чанджоу с капацитет по 3000 MW и електропровода Гъджоуба-Шанхай с капацитет 1200 MW).